# Онли (Вирџинија)
Онли (енгл. Onley) град је у америчкој савезној држави Вирџинија. По попису становништва из 2010. у њему је живело 516 становника.

## Демографија
Према попису становништва из 2010. у граду је живело 516 становника, што је 20 (4,0%) становника више него 2000. године.
| Група             | 2000.       | 2010.       |
| Белци             | 412 (83,1%) | 368 (71,3%) |
| Афроамериканци    | 69 (13,9%)  | 86 (16,7%)  |
| Азијати           | 2 (0,4%)    | 4 (0,8%)    |
| Хиспаноамериканци | 7 (1,4%)    | 50 (9,7%)   |
| Укупно            | 496         | 516         |